# Права ЛГБТ в Україні
У лесбійок, геїв, бісексуалів, трансгендерів та інших представників ЛГБТК+ в Україні може виникати більше соціальних, правових, загальних державно-політичних проблем, ніж у гетеросексуальних осіб або осіб, які мають більш звичну гендерну ідентичність в українському суспільстві.
Некомерційні одностатеві сексуальні стосунки між особами, що досягли віку згоди, в приватних умовах є законними в Україні, але основні соціальні установи та українці часто описують їх нетерпимо, негативно ставлячись до ЛГБТ і їхніх домашніх господарств чи бізнес-установ, очолюваних одностатевими парами, які не мають законодавчого права на будь-який із заходів правового захисту, доступний для різностатевих пар[джерело?].
Українська ЛГБТ-спільнота поступово стає політично помітнішою і організованішою.[ангажоване джерело] 2011 року в декларації Генеральної Асамблеї ООН про права ЛГБТ Україна була єдиною східнослов’янською країною, яка висловила свою підтримку. Наприкінці 2022 року парламент одноголосно схвалив законопроєкт про регулювання мас-медіа, який забороняє ворожнечу та підбурювання на основі сексуальної орієнтації чи гендерної ідентичності.
14 травня 2025 року уряд схвалив дорожню карту під час вступу до ЄС, зокрема пункт 3.11 передбачає розробку та прийняття закону, що визначає правовий статус реєстрованих партнерств з терміном виконання у III кварталі 2025 року та антидискримінаційне законодавство з адміністративною та кримінальною відповідальностями.

## Історія
У той час як у державах Західної Європи гомосексуальність каралася смертю через спалення, законодавство Київської Русі та Великого князівства Литовського були набагато м'якшими; невідомо жодного окремого випадку страти через сексуальну орієнтацію. Максимальним покаранням у Київському князівстві та Королівстві Руському були церковний піст, відлучення від церкви, молитва та обов'язкове покаяння.
У часи Запорізької Січі гомосексуальних людей втоптували кіньми в землю, бо вважалося що це явище від диявола і суперечать християнським нормам[відсутнє в джерелі].
З огляду на те, що у XVI-XVIII століттях більшість територій, населених українцями, перебували під контролем різних держав, на відповідних територіях діяли різні закони. На заході Україні, що тоді входив до складу Речі Посполитої, людей негетеросексуальної орієнтації здебільшого обезголовлювали та публічно вішали; на сході (Гетьманщина), яка тоді перебувала під протекторатом Московії та пізніше Російської імперії, їх саджали на палю або відправляли на каторгу до Сибіру; на півдні, який тоді перебував під владою Кримського ханства та Османської імперії, негетеросексуальних людей жорстоко вбивали або кастрували.[джерело?]
В українському селі XIX століття популярність набуло так зване секеляння (мастурбація) серед підлітків, зокрема гомосексуальне.
Після Лютневої революції та здобуття Українською Народною Республікою (УНР) автономії в 1917 році та проголошення незалежності в 1918 році всі закони Російської імперії були скасовані, включно зі статтею, що карала за гомосексуальність. За часів УНР гомосексуальні стосунки були легальними, але становище цієї групи населення публічно не обговорювалося політиками того часу[джерело?].

### Радянський період

Одностатевий шлюб (кільця: в окремих випадках)
Визнаються шлюби з інших юрисдикцій
Цивільний союз або партнерство
Обмежене правове визнання
Одностатеві союзи не визнаються
Закони обмежують свободу слова і свободу об'єднань
Одностатеві стосунки де-юре незаконні^{1}
Ув'язнення
Довічне ув'язнення
Смертна кара
^{1}Жодних арештів за останні три роки або мораторій на закон

Після Жовтневого перевороту більшовики скасували всі закони Російської імперії, зокрема й статтю про «мужолозтво». 1922 року ця стаття не ввійшла до першого радянського кримінального кодексу під приводом рівності прав. І багато представників ЛГБТ-спільноти сприйняли це з ентузіазмом, сподіваючись, що нова влада ставитиметься до них терпимо. Проте ставлення радянської влади до представників ЛГБТ все ще не було толерантним. Чекісти встановлювали над гей-салонами приховане спостереження, деяких представників судили за статтею про «контрреволюцію»[джерело?].
15 вересня 1933 року заступник голови ОДПУ Генріх Ягода доповів Йосипу Сталіну про розкриття «змови спільноти гомосексуалістів» у Москві, Ленінграді, Харкові, який на той момент був столицею Української РСР, у Києві та інших містах, у різних республіках. Як вказував Ягода в пояснювальній записці, «змовники займалися створенням мережі салонів та інших організованих формувань з подальшим перетворенням цих об'єднань на прямі шпигунські осередки». Сталін доручив «показово покарати покидьків», а до законодавства запровадити відповідну керівну постанову. На першому етапі репресій заарештували приблизно 130 осіб, які під тортурами дали потрібні зізнання, а 17 грудня 1933 року Президія Центрального виконавчого комітету СРСР ухвалила поширення кримінальної відповідальністі на «мужолозтво». За добровільний статевий акт між двома чоловіками засуджували терміном від 3 до 5 років таборів, а за одностатевий акт із застосуванням насильства — від 5 до 8[джерело?].
Після смерті Сталіна та хрущовської відлиги політика СРСР щодо геїв суттєво не змінилася.
Кримінальний кодекс УРСР забороняв одностатеву сексуальність. Багато представників ЛГБТ були ув'язнені або запроторені в психіатричні лікарні, де їх, як і всіх інших, хто не вписувався в стандарти системи, роками катували. Цю статтю відмінили лише з відновленням незалежності України. 1991 року закон було переглянуто з метою захисту прав на недоторканність приватного життя громадян України. Після перегляду закон стосується тільки одностатевої сексуальної діяльності. Якщо мова йде про проституцію, порушенням норм суспільної моралі вважається заняття нею особами, які не досягли встановленого законом віку згоди або займаються нею недобровільно чи внаслідок суспільної поведінки.
Трансгендерність зазвичай асоціювалась із гомосексуальністю і заборонялась. 1996 року уряд переглянув свої закони щодо гендерної ідентичності, щоб забезпечити, в рамках медичного висновку, хірургічну зміну статі та нову ідентифікацію особистості[джерело?].

### Сучасність

#### Російсько-українська війна
Ситуація з правами ЛГБТ (як і з правами усіх людей) на окупованих територіях набагато гірша.
У тимчасово окупованому Росією Криму місцеві представники ЛГБТ переслідуються владою колаборантів. Утиск іде головним чином через «законодавство» РФ. В.о. «голови республіки» Сергій Аксьонов заявив, що «жодних гей-парадів не дозволить», а будь-які ЛГБТ-акції будуть розігнані «самообороною» та поліцією. Слід зазначити, що Крим та, зокрема, кримський курорт Сімеїз ще з радянських часів був відомим гей-курортом для усіх країн пострадянського простору.
Лесбійки, геї, бісексуали, трансгендери та інші меншини (особливо національні та релігійні меншості) скаржаться щодо збільшення нападів на них на території терористичних ДНР та ЛНР.

## Сім'я і шлюб
Одностатеві шлюби в Україні не мають юридичного визнання. Пари ЛГБТК+ в Україні обмеженіші у правах, ніж у країнах, де вони мають визнання та охороняються законом.
13 березня 2023 року у Верховній Раді зареєстрували законопроєкт про цивільні партнерства для одностатевих пар[джерело?].
14 травня 2025 року уряд схвалив дорожню карту під час вступу до ЄС, зокрема пунктом 3.11 передбачено розробку та прийняття закону, що визначає правовий статус реєстрованих партнерств з терміном виконання у III кварталі 2025 року та антидискримінаційне законодавство з адміністративною та кримінальною відповідальностями.

## Суспільство

### Релігія
Одностатева сексуальна орієнтація та гендерна ідентичність залишається суперечливою темою в Україні, особливо серед релігійного населення.
Більшість українських християн, як правило, розглядають гомосексуальність і нетрадиційні гендерні ролі як ознаки аморальності. До КиївПрайду 25 травня 2013 року глава Української православної церкви Київського патріархату патріарх Філарет заявив, що люди, які підтримують ЛГБТ "будуть прокляті", а архієпископ Святослав Шевчук з Української греко-католицької церкви засудив гомосексуальність як "гріх, рівносильний вбивству". Загалом, українські католики більш толерантні до ЛГБТ, ніж православні[джерело?].
Крім релігійних навчань, більшість українців не була добре проінформованою про проблематику гомосексуальності, сексуальні орієнтації або гендерні ідентичності[джерело?].

#### Римсько-католицька церква
Конференція римсько-католицьких єпископів України прийняла документ, в якому сказано, що «церква відновлює своє зобов'язання виступати проти будь-якої дискримінації та насильства на сексуальній основі».

#### Українська греко-католицька церква
У спільному зверненні УГКЦ та РКЦ зауважили, що гомосексуальність несе загрозу сімейним цінностям та зазначають, що не можна допустити, щоб гомосексуальні зв'язки посягнули на права, що належать винятково подружжю та родині, бо саме сім'я збудована на нерозривному союзі чоловіка та жінки.
Блаженніший Любомир Гузар вважав, що люди повинні ставитися до людей з гомосексуальної орієнтацією з розумінням. Проте УГКЦ проти того, щоб гомосексуальність "пропагувалась" як варіант норми статевого життя.

#### Православна церква України
Предстоятель Православної церкви України митрополит Епіфаній каже, що ПЦУ не підтримує ЛГБТ і ніколи не підтримає. «Якщо ми почитаємо Біблію, Новий Завіт, то там категорично це заборонено. Ми вважаємо, що це гріх. Ми не відкидаємо людей, ми закликаємо до виправлення гріховного життя. Якщо людина рухається і живе таким життям, вона має право покаятися в тому гріху, який вона чинить. Тому що всі грішні, і всі приходять в Церкву для того, щоб через покаяння отримати прощення своїх гріхів від Бога. І тому ми всі одностайні — і Церкви, і релігійні організації звертались неодноразово із спільними заявами, що такі явища ми не підтримуємо і в майбутньому не підтримаємо», — сказав він.

## Переслідування
В УРСР інформація про гомосексуальність була вкрай обмеженою. Геї зазвичай зображувались[де?] розбещувачами і сексуальними маніяками, натомість лесбійки — як психічно хворі чи розумово відсталі люди. Сучасне українське суспільство часто переслідує та коїть насильство проти представників ЛГБТ[ангажоване джерело]. Більшість геїв вимушені приховувати сексуальну орієнтацію чи гендерну ідентичність, аби не стати мішенню для дискримінації чи насильства[джерело?].
Нетерпимість чи загроза насильства примушує громадських діячів і відомих осіб приховувати свою приналежність до ЛГБТ-спільноти.

### Противники
Найбільша з груп противників ЛГБТ в Україні — «Любов проти гомосексуалізму», що має суспільну підтримку відомих в Україні людей і членів парламенту, які вважають, що ЛГБТ є сексуальним збоченням, яке треба лікувати[джерело?].

## Уряд і політика
12 грудня 1991 року Україна стала першою країною на пострадянському просторі визнаною ООН, що почала шлях декриміналізації гомосексуальності. Одностатеві стосунки між особами, які досягли шістнадцятирічного віку, було легалізовано в рамках пострадянської реформи кримінального кодексу. Операції дорослих зі зміни статі було узаконено 1996 року[джерело?].
За оцінкою Святослава Шеремета, голови організації «Гей-Форум України», станом на 2006 рік чисельність геїв і лесбійок в Україні оцінювалась від 420 тис. до 1,2 млн осіб. За даними організації «Українські ЛГБТ+ військові за рівні права», від 2 до 7% українських військових, що захищають Україну від російської агресії, можуть бути представниками спільноти ЛГБТК+.

### Конституційні права
Стаття 51 Конституції України визначає шлюб як добровільний союз лише між чоловіком і жінкою. Суд України поки не виносив вироку щодо дозволу або заборони юридичного визнання цивільних союзів.
Конституція України забороняє одностатеві шлюби. Конституція, прийнята 1996 року, явно не згадує сексуальну орієнтацію або гендерну ідентичність. Натомість вона містить кілька пропозицій, що підтверджують права людини, зокрема незалежно від «політичних, релігійних та інших переконань» або «інших характеристик». Такі положення можуть бути використані для просування прав ЛГБТ, але українські суди зазвичай уникають цього[джерело?].

### Політичні партії та політики
Більшість політичних партій не підтримує права ЛГБТ.
1999 року президент України Леонід Кравчук, заявив, що є важливіші проблеми, ніж права ЛГБТ, щоб обговорювати в парламенті, і що «гомосексуальність» зумовлена психічним захворюванням чи згубним впливом іноземних фільмів.
2007 року лідер парламентського комітету з прав людини Леонід Грач закликав «геїв-збоченців», зупинитися. Інші депутати намагалися обмежити свободу вираження, маркуючи ЛГБТ-тематику публікацій, як порнографічну пропаганду.
Нардеп України Борислав Береза, який не входить до складу коаліції і є членом «Правого сектора» назвав порушення прав ЛГБТ важливою проблемою в Україні. В інтерв'ю єврейському порталу «Tablet» він відповів на запитання про те, яким є його особисте ставлення до утисків прав ЛГБТ в Україні:
«Порушення прав представників ЛГБТ, як і антисемітизм, є реальною і важливою проблемою, але я не знаю жодної країни, де б не існувала гомофобія. Я не знаю жодної країни, де не було б ні гомофобів, ні ксенофобів. Такі люди є скрізь. Особисто у мене немає питань до представників ЛГБТ-спільноти, і я вважаю, що це питання особистої свободи», — сказав позафракційний народний депутат і колега Дмитра Яроша.
Дмитро Ярош, лідер політичної партії «Правий сектор» та депутат ВРУ відповів на запитання, чи буде він ініціювати закон, який забороняє «пропаганду гомосексуальних стосунків»:
«Зараз це не на часі, іде війна і треба займатись військовими питаннями. Я не виступаю активно проти сексуальних меншин. Ради Бога, хай сплять з ким хочуть, не про те ідеться. Ідеться про те, щоб вони не нав'язували свої правила людям нормально орієнтованим і все».

### Законодавство 2012—2013 років
Проєкт закону, який заборонив би «розмови про гомосексуальність в суспільстві і ЗМІ», а також імпорт і трансляцію відео, фото та аудіопродукції, що «пропагує гомосексуальність», було прийнято в першому читанні ВРУ 2 жовтня 2012 року[джерело?]. Він передбачав до п'яти років тюремного ув'язнення та штраф до 5000 грн (616$ за тодішнім курсом). 16 жовтня його мав підписати тодішній президент Віктор Янукович. Закон вважався гомофобним і різко засуджувався в Amnesty International, ЄС та ООН. Венеціанська комісія в червні 2013 року дійшла висновку, що законопроєкт був «несумісним з Європейською конвенцією з прав людини та міжнародними стандартами щодо прав людини».
На початку лютого 2013 року міністр закордонних справ України Леонід Кожара заявив, що планується до прийняття закон щодо «заборони дискримінації геїв».

### Дорожня карта з питань верховенства права 2025 року
14 травня 2025 року Кабінет Міністрів України ухвалив та затвердив дорожню карти трансформацій у сферах верховенства права під час вступу до ЄС, зокрема п. 3.11 про дискримінацію щодо представників ЛГБТІК спільноти, передбачено розроблення та прийняття закону, який визначає правовий статус реєстрованих партнерств, особисті немайнові та майнові права й обов’язки партнерів, їх захист, зі строком виконання в III кварталі 2025 року.
Також у ІІ кварталі 2026 року передбачається розроблення та прийняття законопроєкту, спрямованого на внесення змін до Кодексу України про адміністративні правопорушення та Кримінального кодексу України з метою:
- визначення адміністративної відповідальності за прояви дискримінації;
- вчинення кримінального правопорушення з мотивів нетерпимости (включаючи ознаки ґендерна ідентичність та сексуальна орієнтація) як обтяжуючої обставини;
- кримінальної відповідальності за публічні заклики до насильства з мотивів нетерпимості (включаючи ознаки ґендерна ідентичність та сексуальна орієнтація);

Окремо також розробляється законопроєкт про внесення змін до Закону України «Про безоплатну правову допомогу» з метою забезпечення надання безоплатної вторинної правничої допомоги потерпілим від кримінальних правопорушень з мотивів нетерпимості та запровадження обліку таких правопорушень у ЄРДР.

## Утвердження й планування родини
Окремі особи, які є громадянами України, незалежно від сексуальної орієнтації, можуть усиновлювати дітей. Проте одностатевим парам заборонено усиновлення (п. 211 Сімейного кодексу України). Крім того, усиновитель повинен бути не менше ніж на 15 років старшим від усиновлюваної дитини, або на 18 років старший, якщо усиновлюється підліток. Закон також згадує, що людина, чиї інтереси суперечать інтересам дитини, не може бути усиновителем.
Додаткові обмеження накладаються на іноземних усиновлювачів. Тільки пари в зареєстрованому шлюбі, можуть усиновлювати дітей з України. Лесбійським парам надано більш широкий доступ до виховання дітей, ніж чоловікам[джерело?].

## Дискримінація та переслідування
В Україні немає антидискримінаційного закону, що охоплював би сексуальні орієнтації або гендерну ідентичність, конституція забороняє юридичне визнання одностатевих шлюбів. Пропонований закон № 2342 (що забороняв роботодавцям відмовляти працівникам залежно від їхньої сексуальної орієнтації) був відкладений на невизначений термін за векселем 14 травня 2013 року.
Існує національний закон щодо злочинів на ґрунті ненависті, що може бути тлумачений як такий, що охоплює сексуальну орієнтацію та переслідування гендерної ідентичності. 25 вересня 2016 року європейські дослідження виявили, що українці показують більш високий рівень гомофобії, ніж албанці та італійці, підтверджуючи центральну роль культурних відмінностей в гомофобних настроях. Рівень гомофобії HS (homophoby scale) усереднений в Італії становив 22.26 ± 16.73 згідно з дослідженнями, в Албанії 38.15 ± 17.28, в Україні 59.18 ± 16.23.

## ЛГБТ-рух
Перші спроби організації українського ЛГБТ-руху мали місце у 1993-95 роках (створення та реєстрація у 1994 р. Всеукраїнської асоціації «Ганімед»), хоча вони через низку суб'єктивних обставин були не досить вдалими. З 1996 р. (фактично, бо до цього року існував у вигляді самвидаву) почав виходити перший український ЛГБТ-журнал «Один з нас». 1998 року була створена перша група із захисту прав ЛГБТ —  «Наш світ».
За даними Гей-Форуму України, в Україні діє три координаційні структури із гей-лесбійських питань, 19 ЛГБТ-організацій, щонайменше 14 неформальних ЛГБТ-об'єднань і понад 20 організацій, які надають соціальні послуги для людей, що практикують одностатеві сексуальні контакти або підтримують розвиток ЛГБТ-руху. 2008 року.три з них — «Гей-альянс», Центр «Наш світ» та «Гей-альянс Черкаси» — створили Союз гей-організацій України. Головною метою його проголошено об'єднання зусиль організацій-учасників у справі відстоювання прав і свобод геїв, мобілізацію гей-спільноти на побудову громадянського суспільства в Україні та підвищення ефективності профілактики ВІЛ-інфекції серед гомосексуалів. Учасники Союзу здійснюють спільні проєкти в інтересах ЛГБТ-спільноти України і надають інформаційні, правозахисні, соціальні послуги, а також послуги з охорони здоров'я. Серед інших цілей Союзу — підтримка молодих гей-організацій та навчання гей-активістів.
У лютому 2011 року були зареєстровані громадська організація ЛГБТ-християн «Центр святого сотника Корнілія» та Всеукраїнська спілка «Рада ЛГБТ-організацій України». Засновниками Ради були чотири організації: Інформаційно-освітній центр «Жіноча Мережа», Всеукраїнська громадська організація «Гей-альянс Україна», Регіональний інформаційний і правозахисний Центр для геїв і лесбійок «Наш світ» та Міжрегіональний центру ЛГБТ-досліджень «Донбас-СоцПроєкт». Станом на березень 2011 року Рада об'єднувала 17 організацій ЛГБТ.
На початку серпня 2014 року в Україні легалізовано 44 ЛГБТ-організації.
2016 року в Україні заснована перша премія для журналістів, що пишуть про ЛГБТ — Charlie Award.

### Прайди та мітинги

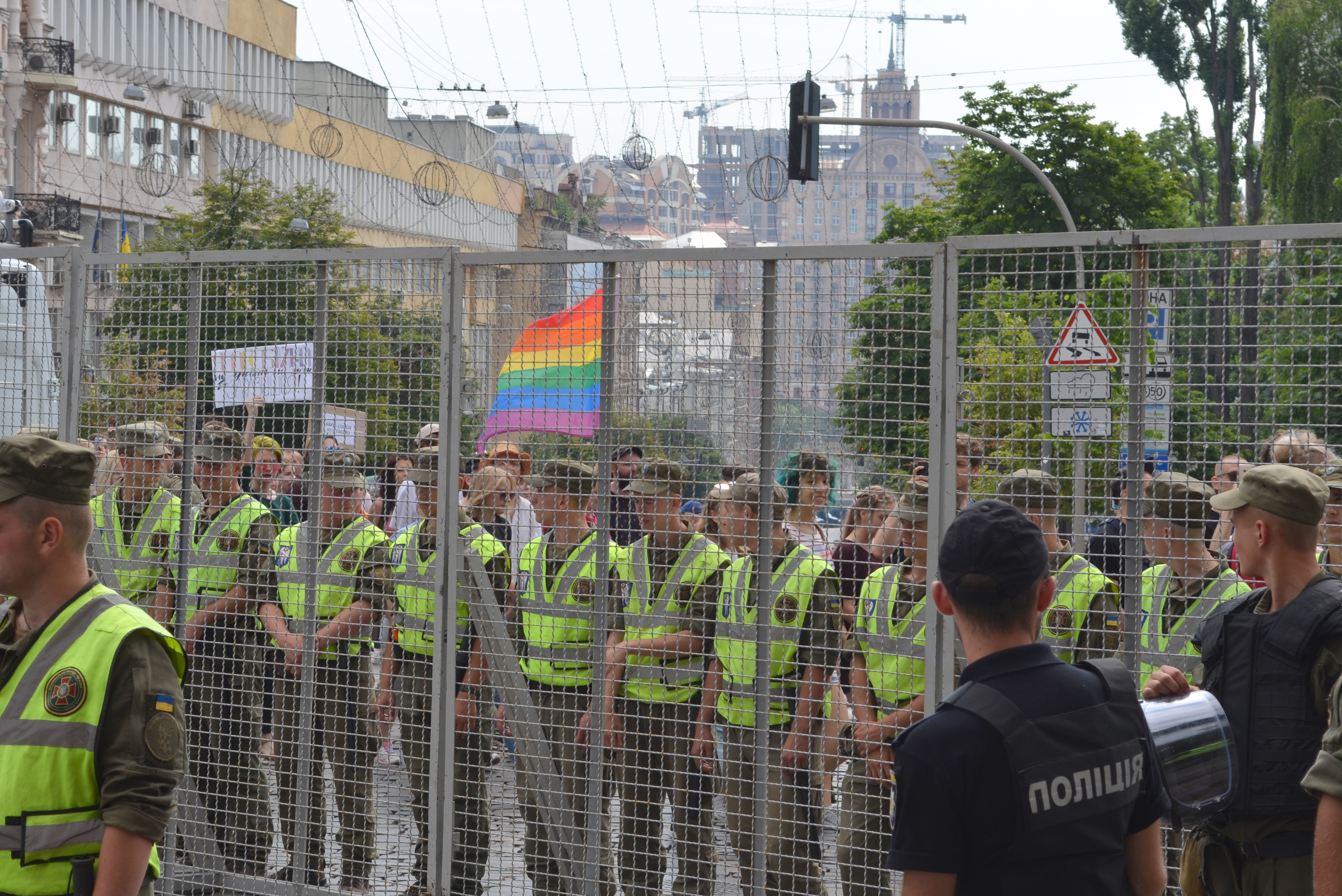
Поліція охороняє Марш рівності-2019

У вересні 2003 року, перший, нехай і невеликий, громадський парад був проведений в місті Київ.
У травні 2008 року українські спілки ЛГБТ завадили маркуванню Міжнародного дня боротьби з гомофобією після останньої хвилини втручання влади у приватне життя українців, які сказали організаторам, що у зв'язку з імовірністю протистояння програма заходів повинна бути скасована. Католики, Християни євангелістської віри, адвентисти сьомого дня, єпархія християнства і Хрестителя і Союз Незалежних православних церков попросили місцеву владу заборонити будь-які дії представників сексуальних меншин.
У травні 2012 року (парад, що мав відбутися в Києві) був скасований його учасниками, тому що вони побоювалися за свою безпеку через анонімні погрози і бездіяльність влади та правозахисних органів. Два активіста за права геїв були побиті з використанням сльозогінного газу групою молодих людей і після заходу були евакуйовані конвоєм.
За оцінками, 20 громадських активістів, що представляють кілька організацій протестували за межами Верховної Ради під час жовтня 2012, коли відбувалося голосування у «анти-гомосексуального» законопроєкту.
На 23 травня 2013 року український суд задовольнив клопотання київських міських властей заборонити проведення будь-яких заходів, крім тих, що передбачено програмою для святкування Дня Києва (у центральній частині міста); при цьому де-факто заборонивши гей-парад в Києві, який був запланований на 25 травня. Тоді формат заходу був змінений на «окремому ділянку за межами центральної частини міста Київ». Цього дня на вузькій стежці поблизу Парку Пушкіна та Станція метро Шулявська, більше 50 осіб зібралися та рушили. Серед них, принаймні 10 були з Мюнхену (Німеччина), в тому числі віце мер Мюнхена Hep Монатзедерс, і деякі зі Швеції. Вони пройшли під захистом 1500 співробітників міліції, 13 з приблизно 100 анти-геїв (березень) протестувальників були заарештовані і ніякого фізичного насилля не сталося. Через годину мітингувальники, які брали участь у параді, були евакуйовані з району. У спробі уникнути помсти у формі нападів вони потім переодягнулися і перейшли через різні види транспорту кілька разів.
Хода, організована активістами за права геїв пройшла в центрі Києва 11 січня 2014 року; серед протестів Євромайдану.
5 липня 2014 року хода, яка мала відбутися в Києві, була скасована після того, як міліція не гарантувала її захист, хоча активісти вимагали захистити своє мирне зібрання відповідно до закону. Відбувся невеликий, закритий марш в декількох кілометрах за межами Києва. На 7 липня 2014 року київський міський голова Віталій Кличко попросив скасувати ЛГБТ-ходу: «Я думаю, що в даний час, коли відбуваються бойові дії і багато людей вмирають, розважальні заходи не відповідають ситуації, що склалася. І я закликаю всіх цих людей не робити цього. Я думаю, що це буде неправильно на тлі цих обставин». Під «Бойовими діями» Кличко мав ті, що є АТО. Однак, активісти були дуже засмучені словами Кличка, оскільки це був не «карнавал» чи будь-який інший розважальний захід, а Хода рівності, яку влада міста не тільки не підтримала, але і відмовилася захищати, попри погрози організаторам і учасникам, більшість з яких були учасниками Євромайдану.
4 червня 2015 року голова Києва Кличко знову просив скасувати парад через «небезпеку провокацій». З іншого боку, президент України Петро Порошенко заявив 5 червня 2015 року, що не має ніяких причин, щоб запобігти маршу.

6 червня 2015 року відбувся другий парад в Україні. Марш був закінчений у менше, ніж півгодини. Кількість міліції для захисту значно перевершувала учасників параду. Місце проведення ходи розкривалося лише тим учасникам маршу, які зареєструвалися на сайті. Під час маршу п'ять міліціонерів отримали поранення у сутичках з невідомими, які напали на мітинг з димовими шашками та камінням. Один міліціонер був у важкому стані. 25 активістів-гомофобів були заарештовані. Члени парламенту Світлана Заліщук і Сергій Лещенко брали участь у марші разом з послом Швеції в Україні Андреасом фон Бекератом та іншими західними дипломатами. Організатори закликали учасників параду збиратися у малі групи, а не використовувати Київський метрополітен.

## Громадська думка
Опитування в масштабах усієї країни, проведеного Інститутом соціології у 2007 році, 16,7 % сильно не згодні і 17,6 % не погоджуються з такою заявою: Геї та лесбійки повинні мати можливість вільно жити своїм власним життям, яке вони хочуть. 30,2 % дуже згодні з цим твердженням і згодні із тезою. Це був найнижчий рейтинг дуже згодних і згодних із даних досліджень проведених серед 24 країн.
В опитуванні Angus Reid Global Monitor, у грудні 2007 року 81,3 % українців, опитаних сказали, що гомосексуальні стосунки «ніколи не будуть для них прийнятними», 13 % відповіли, що «іноді вони для них прийнятні» і 5,7 % «прийнятні». З усіх перерахованих тез, гомосексуальність розглядалася як третя найгірша справа після крадіжки в магазинах і водіння в нетверезому вигляді. Примітно те, що більшість українців розглядають це абсолютно неприйнятним, ніж переглядання статевого зношення гетеросексуалів на вулиці (61,5 % ніколи, 29,3 % іноді), порушення правил дорожнього руху (70,2 % ніколи, 25,6 % іноді), сміття на вулиці (73,3 % ніколи, 22,4 % іноді), ухилення від сплати податків (48,5 % ніколи, 37,5 % іноді), обман заради прибутку (48,3 % ніколи, 41,6 % іноді), а також список інших речей, зокрема аборти, дошлюбний секс, чи скарга владі на друга, крадіжку тощо.
В іншому опитуванні Angus Reid Global Monitor, в червні 2007 року, з довгого списку можливих соціальних реформ в країні, легалізація одностатевих шлюбів отримала тільки 4,7 % голосів, найнижчий показник (наступного найнижча зверху це — легалізація легких наркотиків, 7,1 %).
У грудні 2010 року Інститут Горшеніна заявив про результати опитування, щодо «Ставлення українців до сексуальних меншин» було «Повністю негативним» для 57,5 % респондентів, «скоріше негативно» для 14,5 %, «скоріше позитивним» для 10 % і «Досить позитивним» для 3 %.
Згідно опитування у 2015 році, 50 % опитаних українців вважають, що в Україні не існує дискримінації за ознакою сексуальної орієнтації. Це дані опитування, проведеного інформаційно-аналітичним центром «Rating Pro».
Опитування «ФАКТІВ» на сайті та у соціальних мережах, про те, чи потрібно легалізувати одностатеві шлюби в Україні свідчить, що 59,3 % українців підтримують легалізацію одностатевих шлюбів в Україні.
Згідно з опитуванням, проведеним у січні 2023 року Національним демократичним інститутом за підтримки Київського міжнародного інституту соціології, 56 % українців погодилися з тим, що одностатеві пари повинні мати право реєструвати свої стосунки у формі цивільного партнерства, тоді як 24 % не погодилися. 44 % підтримали одностатеві шлюби, 36 % були проти. 30 % підтримали усиновлення дітей одностатевими парами, 48 % були проти.

## Правові умови життя
| Одностатеві сексуальні взаємини увійшли у зону прав                                                          | (у 1991 році) |
| Однаковий вік згоди для сексуальних стосунків                                                                | [ 77 ] |
| Прийнято Антидискримінаційне законодавство в сфері зайнятості праці                                          | [ 78 ] |
| Антидискримінаційне законодавство в наданні товарів і послуг                                                 | [ 78 ] |
| Антидискримінаційне законодавство в усіх інших областях (вкл. Непряма дискримінація, розпалювання ненависті) | [ 78 ] |
| Одностатеві шлюби                                                                                            | (конституційно заборонені з 1991 року) |
| Визнання одностатевих пар, як зареєстрованих партнерів                                                       | [ 79 ] |
| Дозвіл брати прийомну дитину у родини одностатевих пар                                                       | No |
| Суспільне прийняття одностатевих пар                                                                         | (іноземним парам в шлюбі в зареєстрованому вигляді одностатевих шлюбів дозволено усиновлювати дітей з України; самотні особи, які є громадянами України незалежно від сексуальної орієнтації можуть також це робити)                           |
| Жінкам дозволено відкрито служити в армії                                                                    | [ 80 ] |
| Гомосексуальним особам дозволено відкрито служити в армії                                                    | (Стаття 18 ВЛК. Включено — розлади статевої ідентифікації, сексуальні розлади. а) різко виражені-непридатні до військової служби з виключенням з військового обліку                                                                            |
| Право на зміну статі                                                                                         | (СРС допускається тільки для тих, хто старше 25 років) |
| Доступ до ЕКЗ лесбійкам                                                                                      | No |
| Комерційне сурогатне материнство для гомосексуальних пар чоловіків                                           | (комерційне сурогатне материнство є незаконним для всіх пар, незалежно від сексуальної орієнтації, і в різних країнах амбасади можуть відмовити в наданні новонародженим громадянства і проїзних документів в країну (передбачуваного) батька) |